# Arkivfil
En arkivfil (av engelska archive file) är en fil som innehåller en eller flera andra filer, samt metadata som filnamn.
Olika arkivformat har olika funktioner som ger praktiska fördelar över vanliga filer. De vanligaste är:
- Alla arkivformat kan samla flera filer som hör ihop till ett paket, vilket används i till exempel installationsprogram och Office Open XML.
- Många arkivformat kan komprimera informationen för att spara plats och minska överföringstider.
- De flesta arkivformat innehåller katalogstrukturer och annan metadata som inte stöds av lagrings- eller överföringsmediet, till exempel när filer sänds över epost eller mellan olika filsystem.
- Vissa arkivformat har felkorrigeringsdata för att motverka bitröta och göra överföringar mindre störningskänsliga.
- Vissa arkivformat har inbyggd kryptering och signering av informationen.

Bland de vanligaste generella arkivfilformaten finns zip, rar, 7z och tar (även tgz och tbz2). Bland arkivformat som är specifika för ett visst ändamål finns Javas jar, Debians deb, Androids apk, och Microsofts docx.